# Nya Zeelands damlandslag i ishockey
Nya Zeelands damlandslag i ishockey representerar Nya Zeeland i ishockey på damsidan och kontrolleras av det nyzeeländska ishockeyförbundet.

## Historik
Laget spelade sin första match den 1 april 2005, då man vann med 3-0 mot Rumänien i Dunedin under världsmästerskapets Division III.

### Fotnoter
1. ↑  ”National Teams of Ice Hockey”. Arkiverad från originalet den 5 mars 2016. https://web.archive.org/web/20160305073457/http://www.nationalteamsoficehockey.com/uploads/New_Zealand_Women_All_Time_Results.pdf. Läst 28 augusti 2011.